# Eudinaspis calchaquensis
Eudinaspis calchaquensis är en insektsart som beskrevs av Claps 1991. Eudinaspis calchaquensis ingår i släktet Eudinaspis och familjen pansarsköldlöss. Inga underarter finns listade i Catalogue of Life.